# 석고
석고(石膏, 영어: gypsum)는 황산 칼슘(CaSO4)을 주성분으로 하는 매우 부드러운 황산염 광물로, 황산칼슘의 2수염을 주로 일컫는다.
미세한 알갱이의 석고가 큰 덩어리를 형성하고 있는 것은 설화석고라 하고, 섬유 모양을 이루는 것은 섬유석고라 한다. 석고를 가열하여 결정수를 줄일때, 황산칼슘 1분자당 물이 1/2분자 남아 있을 때 소석고가, 완전히 물을 뺐을 때 경석고가 만들어진다.

## 개요
석고는 황산칼슘의 광물명으로 성분은 CaSo4, 2H20로 판상(板狀) 또는 주상(柱狀) 쌍정체(雙晶體)이다. 그리고 조각용으로 사용되는 석고는 약 105 °C로 가열하면 그 분말에서 결정수(結晶水) 4분의 3을 잃는다. 이것을 소석고(燒石膏)라 한다. 이 분말에 소실된 분량의 물을 보태면 소결정(小結晶)으로 되돌아와 굳는다. 이 작용을 이용하여 소상의 원형(原形)을 복원시키는 재료로서 사용되게 된다.

## 석고의 분포
석고는 흔히 볼 수 있는 광물로 분포 범위가 넓다. 물이 많이 증발한 곳 등에서 많이 볼 수 있다.

## 석고의 이용
석고는 안료로 사용하기도 하며, 소석고(燒石膏)로 만든 후에 깁스 붕대, 모형 제작, 석고벽, 플라스터 등에 사용한다.

### 석고형 뜨기
석고와 물의 분량, 굳는데 필요한 시간과 변화 등 전부가 화학적이므로 이 관계를 무시한 작업을 하면 굳지 않거나 약한 석고가 되어버린다.
목조나 석조는 실재(實材)를 사용하여 새겨나가는 것으로 그 실재는 처음부터 끝까지 그 재료와 작자와의 기술 싸움이다. 그러나 소상 및 그 밖에 가소재를 사용한 조상은 최종적 실재는 금속이나 수지계(樹脂系)의 것으로 복원되어서, 비로소 조각으로서 탄생하게 된다. 이러한 과정을 밟아서 완성시키는 소상기법을 조소가는 충분히 꿰뚫어 보아서, 찰흙 원형을 정확하게 석고상으로, 복원하여 일시적으로 보존하지 않으면 안 된다. 더욱이 근년에는 석고의 직부수법(直付手法)에 의한 소상 제작이 성행하고 있다. 조각가는 석고의 성질 및 과학적인 지식 등을 충분히 알아두어야 한다.
도구
- 자르기쇠: 놋쇠로 만든 아주 얇은 쇠판(아크릴板이라도 무방하다). 이것은 석고(石膏) 외형을 두 개의 부분으로 나누기 위한 공작용 판금이다.
- 가위: 인트 판을 자르기 위하여 사용된다.
- 뿌리기용(用) 솔: 전문가는 말꼬리털을 딴 것을 굵은 붓처럼 만들다.
- 그릇: 석고를 녹이기 위한 그릇이다. 보통 직경 15cm 정도의 줄(hollow)이 그어져 있는 것
- 석고 주걱: 석고를 휘젓는 주걱이다. 콘 스푼을 두들겨서 넓적하게 한 것이면 무방하다.
- 양동이: 세용(洗用)과 청수용(淸水用)으로 두 개.
- 헌신문: 비닐천 약간이라도 좋다.
- 마르세유 비누: 외형과 내형과의 이탈용(離脫用)을 녹여서 사용한다.
- 톱: 축이나 보강재를 자르기 위하여 준비한다.
- 마닐라마(麻)의 넉마: 석고의 두께나 보강용으로 사용된다. 노끈(삼으로 된 것)을 잘라 풀어서 써도 무방하다.
- 철사 8번선: 보강용으로 사용된다.

그 밖에 펜치, 나무망치, 드라이버 등을 준비한다.